# Liste des châteaux des Orcades
Cette liste recense les principaux châteaux du council area des Orcades en Écosse.

## Liste
| Nom                            | Type         | Date         | Condition | Propriétaire      | Localisation                                   | Notes                                   | Image |
| ------------------------------ | ------------ | ------------ | --------- | ----------------- | ---------------------------------------------- | --------------------------------------- | ----- |
| Château de Balfour             | Manoir       | 1847         | Préservé  |                   | Shapinsay, 59° 01′ 54″ N, 2° 55′ 00″ O         | Classé en catégorie A                   |       |
| Château de Cubbie Roo          | Château fort | vers 1150    | En ruines | Historic Scotland | Wyre, 59° 07′ 12″ N, 2° 58′ 35″ O              | Classé en catégorie B                   |       |
| Palais des comtes de Birsay    |              | XVIe siècle  | En ruines | Historic Scotland | Birsay, Mainland 59° 08′ 07″ N, 3° 18′ 57″ O   | Classé en catégorie A. Accès libre.     |       |
| Palais des comtes de Kirkwall  |              | XVIIe siècle | En ruines | Historic Scotland | Kirkwall, Mainland 58° 58′ 49″ N, 2° 57′ 32″ O | Classé en catégorie A.                  |       |
| Palais de l'Évêché de Kirkwall |              | XIIe siècle  | En ruines | Historic Scotland | Kirkwall, Mainland 58° 58′ 49″ N, 2° 57′ 25″ O | Classé en catégorie A                   |       |
| Château de Kirkwall            | Château fort | XIVe siècle  | Disparu   |                   |                                                | Démoli sur ordre de Jacques VI en 1615. |       |
| Château de Noltland            | Château fort | 1560         | En ruines | Historic Scotland | Westray, 59° 19′ 16″ N, 3° 00′ 18″ O           | Classé en catégorie A.                  |       |